# Jiří Kahoun
Jiří Kahoun (12. března 1942 Praha – 12. května 2017) byl český spisovatel, autor mnoha knížek pro děti. Mimo jiné autor Příběhů včelích medvídků.

## Život
Po maturitě na Střední průmyslové škole pro umělecké zpracování kovů a kamenů v Turnově a vojenské službě prošel řadou zaměstnání: byl traktoristou, aranžérem, kameníkem, výtvarníkem, pálil dřevěné uhlí, pracoval jako stavební dělník i technický redaktor. Obrázky beze slov uveřejňoval v různých novinách a časopisech: Ahoj, Československý loutkář, Československá fotografie, Dikobraz, Květy, Mateřídouška, Mladá fronta DNES, Obrana lidu, Pionýr, Repertoár malé scény, Rudé právo, Svobodné slovo, Týdeník Československé televize, Vlasta, Voják. Podílel se na společných výstavách berounských výtvarníků a měl několik výstav samostatných. Město Beroun vydalo reprodukce jeho kreseb jako pohlednice, ilustroval dvě své knihy.
Podle jeho námětů a scénářů byly natočeny televizní večerníčkové seriály: první řada Příhod včelích medvídků (1–13, režie Libuše Koutná, 1984; k prvním sedmi dílům napsal s Jaroslavem Vidlařem scénář) a sedm dílů Toronto Tom, kocour z Ameriky (scénář a režie Marie Satrapová, 1999; k dalším šesti dílům napsal předlohu a s Marií Satrapovou i scénář). Příhody včelích medvídků vyšly i na zvukových nosičích (1998). V Krátkém filmu Praha natočila Šarlota Zahrádková-Filcíková podle pohádek z knihy Pískací kornoutek animované filmy, např. Had je mašinka (1986), Hroší maminka je tatínek (1989).

## Vydané knihy
- Autíčko Tydýt
- Bráška je taky ježek
- Dárek k vánocům
- Co se zdá medvědům
- Dlouhá
- Golem
- Chumelení
- Jak se mají včelí medvídci?
- Ježibaba na koloběžce
- Kamarádi v kožíšku
- Kdo přečte ježečkovi pohádku?
- Kocourek a kouzelná dírka
- Knížkový pejsek
- Legační dům
- Malé pohádky pro malé děti
- Moucha roku
- Můj děda hastrman
- Můj život s Ferdou
- O autech – Pohádky na čtyřech kolech
- O létajících strojích – Pohádky z povětří
- O mašinkách – Pohádky na kolejích
- Pidibabka z Brd
- Pískací kornoutek
- Pro zvědavá ouška
- Příběhy včelích medvídků
- Řeka v barvě nebe
- Semínková
- Slavná čertí kapela
- Školník Kulda je jednička
- Šlapací pejsek
- Štěstíčko a kocouří dědeček
- Toronto Tom, kocour z Ameriky
- Tři setkání
- U všech čertů
- Ustrašená strašidla
- V Dlouhonosech zlobí čerti
- Včelí medvídci a gramofon
- Včelí medvídci od jara do zimy
- Ze zahrádky do zahrádky
- Zevlouni
- Zvědavé káčátko
- Zvířátka z Malinové paseky